# Hochstetter Forland
Hochstetter Forland er den sydøstlige del af halvøen Dronning Margrete 2. Land. Området er mod vest afgrænset af Barth Bjerge og Peter Bugt, mens den østlige kyst går fra Haystack i nord mod Kap Rink
Området er en del af Grønlands Nationalpark og selve Hochstetter Forland er udlagt som Ramsarområde.

## Historie
Hochstetter Forland blev navngivet af den tyske polarforsker Karl Koldeweys ekspedition i 1869-70 efter Ferdinand Ritter von Hochstetter (1829-1884), der var en østrigsk geolog og professor i mineralogi i Wien. Hochstetter havde koordineret den geologiske del af fortællingen om Koldeweys ekspedition.

### Bygninger mv.
Området har siden slutningen af 1800-tallet været benyttet som fangstområde af danske og norske fangere, der har opført en række bygninger langs hele kyststrækningen på Hochstetter Forland. Det er nedenfor i parentes bemærket, hvem der var opdragsgiver for bygningernes opførelse.
John Giævers norske ekspedition fra 1932-34 havde bl.a. til formål, at oprette en radiostation til udsendelse af vejrmeldinger og den danske treaårsekspedition var en storstilet videnskabelig ekspedition. Arktisk Næringsdrift A/S (AN A/S) var et norsk firma, der drev jagt og fiskeri i Grønland og Østgrønlandsk Fangstkompagni Nanok A/S (Nanok) var et dansk firma, der primært jagtede pels og som samarbejdede med Slædepatruljen Sirius.
Det er tydeligt, at striden mellem Danmark og Norge om Østgrønlands juridiske status, som tilspidsedes i årene 1931-1933, har sat sit præg på byggeriet:
- Jonsbu. Norsk fangststation, (John Giævers ekspedition) 1932.[3]
- Peters Bugt hytten. Dansk fangsthytte, 1930.[3]
- Myrvoldhytten. Norsk fangsthytte (AN A/S), 1948.[4]
- Peters bugt. Norsk materielplads, 1932.[5]
- Koch Vig Hytten. Dansk fangsthytte (Nanok), 1931.[6]
- Kulhus. Rejsestation for Treårsekspeditionen (Se billede)[7]
- Hochstetter. Dansk fangststation (Nanok), 1929.[8]
- Ailsahytten. Dansk fangsthytte (Nanok), 1933.[9]
- Kap Oswald Heer hytten. Dansk fangsthytte (Nanok), 1931.[10]
- Ottostrand. Norsk fangsstation, 1932.[11]
- Langsøhytten. Dansk Fangshytte (Nanok), 1933[12]
- Mønstedhus. Dansk Fangshytte (Nanok), 1938[12]
- Langelv Fiskerhytte. Norsk fangsthytte (AN A/S), 1949.[12]
- Ny Mønstedhus. Dansk rejsehytte (Sirius-patruljen) 2002 (bygget af resterne fra det tidligere Mønstedhus).[13]
- Haystackhytten. Norsk fangsthytte (John Giævers ekspedition) 1932.[13]

Den frivillige organisation Nordøstgrønlandsk Kompagni Nanok har restaureret en stor del af de gamle hytter, heraf de to huse Hochstetter og Ottostrand på Hochstetter Forland.

## Ramsarbeskyttelsen
Hochstetter Forland er et ud af 12 udpegede ramsarområder i Grønland. Beskyttelsen tager især sigte på forekomsten af kortnæbbet gås, der benytter arealet som fældningsområde og en lang række andre ynglende vandfugle. Derudover findes der på området en række andre nationalt og internationalt truede dyr, såsom arktisk ulv, sneugle og isbjørn.